# Schanzenviertel

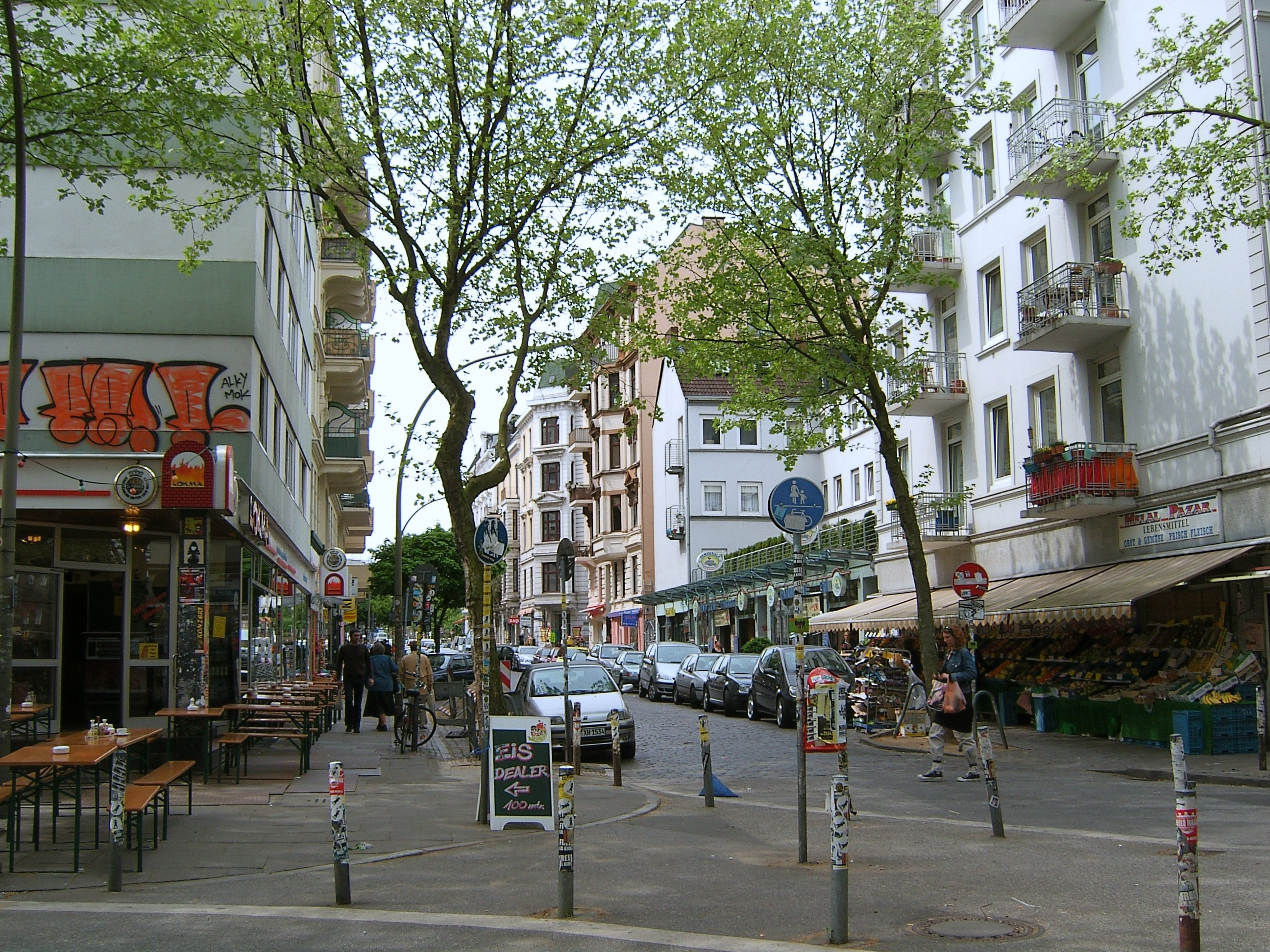
Susannenstraße

Schanzenviertel wird seit den 1980er Jahren ein weitgehend in sich geschlossenes Hamburger Altbauviertel südwestlich des Sternschanzenparks genannt, dessen Name wiederum auf eine frühere Verteidigungsanlage (Sternschanze) zurückgeht. Das Szeneviertel wird verkürzt auch als Schanze bezeichnet.

## Lage
Das Schanzenviertel war bis 2008 Teil der drei Hamburger Bezirke Altona, Mitte und Eimsbüttel. Seit der Gründung des Stadtteils Hamburg-Sternschanze 2008 wird es von Altona aus verwaltet. Herz des Schanzenviertels sind Schulterblatt, Schanzenstraße, Susannenstraße, Bartelsstraße, der Bahnhof Sternschanze und der Sternschanzenpark mit dem dortigen Wasserturm. Anders als der Stadtteil ist das Schanzenviertel geographisch jedoch nicht eindeutig abzugrenzen. In der Regel wird es als das Gebiet zwischen Schlachthof, Sternschanzenpark, Altonaer Straße, Sternbrücke, Stresemannstraße und Neuem Pferdemarkt gesehen. Nach diesem Verständnis liegt es im Wesentlichen im Stadtteil Sternschanze, der 2008 aus Gebieten der Stadtteile Eimsbüttel, St. Pauli, Rotherbaum, Altona-Altstadt und Altona-Nord gebildet wurde.
Eine engere Auslegung versteht als Schanzenviertel lediglich das Dreieck zwischen Bahndamm, Stresemannstraße und Schlachthof, das bis in die 1980er Jahre noch als „Schulterblatt-Viertel“ bezeichnet wurde. Daneben bestand seit Ende des 19. Jahrhunderts das „Eimsbütteler Schanzenviertel“ jenseits des Bahndamms zwischen Schäferkamp, südlichem Ende des Eppendorfer Wegs und Eimsbütteler Chaussee. Schulterblatt-Viertel und Eimsbütteler Schanzenviertel bildeten bis 1993 den gemeinsamen Postzustellbezirk Hamburg 6.
Im Rahmen der Stadtplanung und der Ausweisung von Sanierungsgebieten wurden nach 2008 auch größere Gebiete als Schanzenviertel bezeichnet, die neben dem Stadtteil Sternschanze den größten Teil des „Eimsbütteler Schanzenviertels“ zwischen Schäferkampsallee, Bellealliancestraße/Waterloostraße und Eimsbütteler Straße umfassten. In jedem Fall nicht dazu gehört das benachbarte Karolinenviertel.

## Geschichte
Das Schanzenviertel war Ende des 20. Jahrhunderts durch alternative Kultur und Multikulturalismus geprägt. Umstrukturierungen und Stadtentwicklungsmaßnahmen ab Ende der 1990er Jahre führten zur Gentrifizierung. So ließen sich während des Internet-Booms von 1998 bis 2001 zahlreiche Firmen der New Economy in sanierten ehemaligen Fabrikgebäuden nieder. Der Altbau-Wohnungsbestand wurde aufgewertet, hinzu kamen zahlreiche Neubauten. Heute prägen viele Bars, Restaurants, Kleinunternehmen, Modeboutiquen und die dazugehörige Kundschaft das Straßenbild insbesondere in Schulterblatt, Schanzenstraße und Susannenstraße.

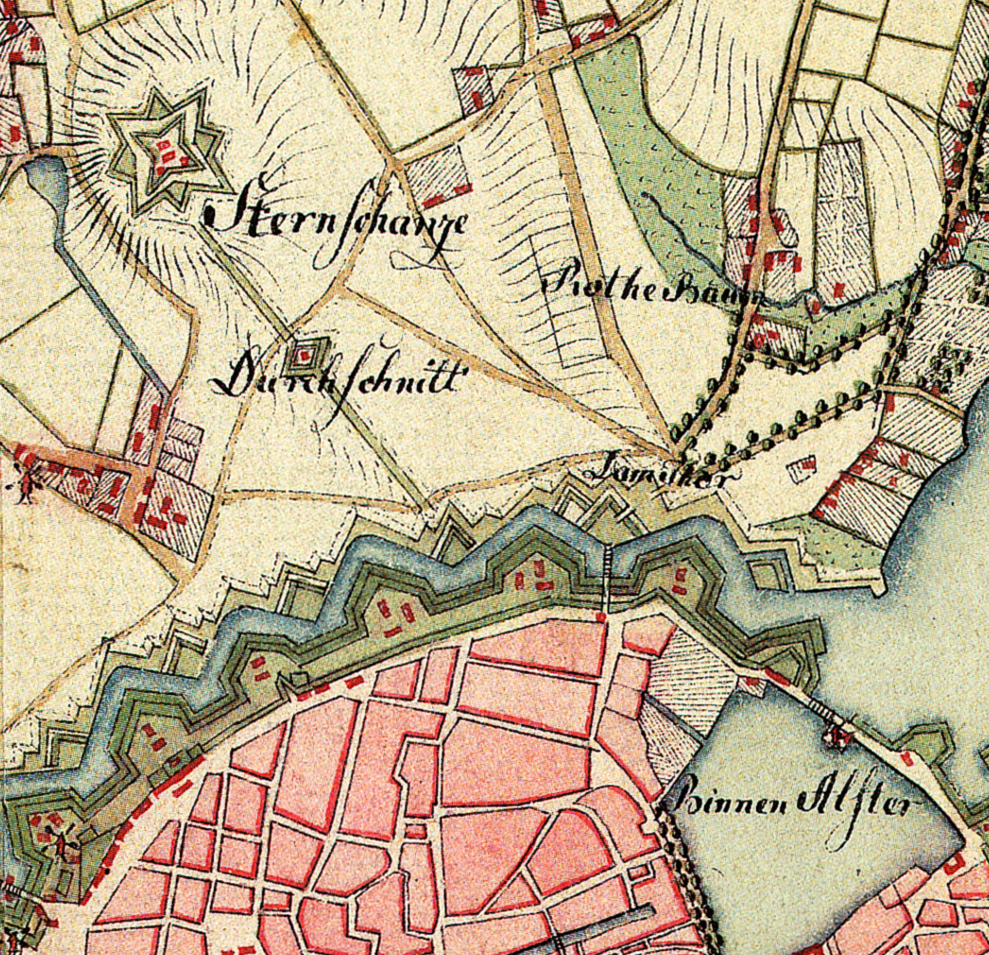
Lage der namensgebenden Sternschanze nordwestlich vor der Stadt auf der Varendorfschen Karte um 1790 mit dem hier als „Durchschnitt“ bezeichneten Laufgraben zum Wallring

Der Name Schanzenviertel geht auf die Sternschanze zurück, die von 1682 bis 1816 auf dem Heydberg von Heimichhude stand, dem heutigen Sternschanzenpark. Sie war eine dem Hamburger Festungswall vorgelagerte Verteidigungsanlage. Im 17. Jahrhundert war diese Gegend eine sumpfige, gering bewohnte Landschaft westlich der Stadt Hamburg. Bekannt sind ein Gehöft, der Rosenhof, und eine Schäferei am Schäferkamp. Vom alten Millerntor lief eine Landstraße hindurch zum Dorf Eimsbüttel, an der 1686 ein Gasthaus mit dem Namen Bey dem Schulterblatt eröffnete, nach der die Straße spätestens 1745 benannt wurde. Das Schulterblatt war die Grenze zwischen holsteinischem und hamburgischem Hoheitsgebiet, wobei ersteres von 1640 bis 1864 vom jeweiligen dänischen König in Personalunion als deutscher Herzog regiert wurde. Hier traf die die nordöstliche Grenze Altonas mit dem nördlichen Hamburger Berg, der späteren Vorstadt St. Pauli, und den Ländereien des St. Johannis-Klosters zusammen.
Nachdem zu Beginn des 19. Jahrhunderts die Sternschanze großenteils abgetragen war, entstanden die ersten gemischten Wohn- und Gewerbegebiete an Schanzenstraße und Bartelsstraße. 1866 wurde an der Verbindungsbahn zwischen Hamburg und Altona der Bahnhof Sternschanze eröffnet.
Der Tierhändler Carl Hagenbeck eröffnete 1874 am Neuen Pferdemarkt seinen Tierpark, in dem auch die berühmten Völkerschauen stattfanden; 1907 übersiedelte er aus Platzgründen nach Stellingen. 1892 öffnete der Central-Schlachthof, in dessen Nähe nach und nach Geschäfte für Schlachtereibedarf eröffneten. So entwickelte sich in diesem Bereich einerseits ein kleinbürgerliches Gebiet. Andererseits siedelten auch mittlere bis große Unternehmen an wie beispielsweise 1880 die Hamburger Filiale der Pianofabrik Steinway & Sons (die erst 1972 an CBS verkauft wurde), 1889 die Beleuchtungs-Großhandlung Ladiges, die 1905 aus dem Karolinenviertel in die Susannenstraße zog, 1906 das 1872 gegründete Pianohaus Trübger und 1908 die Schreibgerätefirma Montblanc Simplo, die sich 1986 nach Lurup verlagerte.
Während der Zeit des Nationalsozialismus (1930er Jahre) war der Rote Hof in der Bartelsstraße ein Zentrum der Arbeiterbewegung und des Widerstandes in Hamburg gegen die Nationalsozialisten.

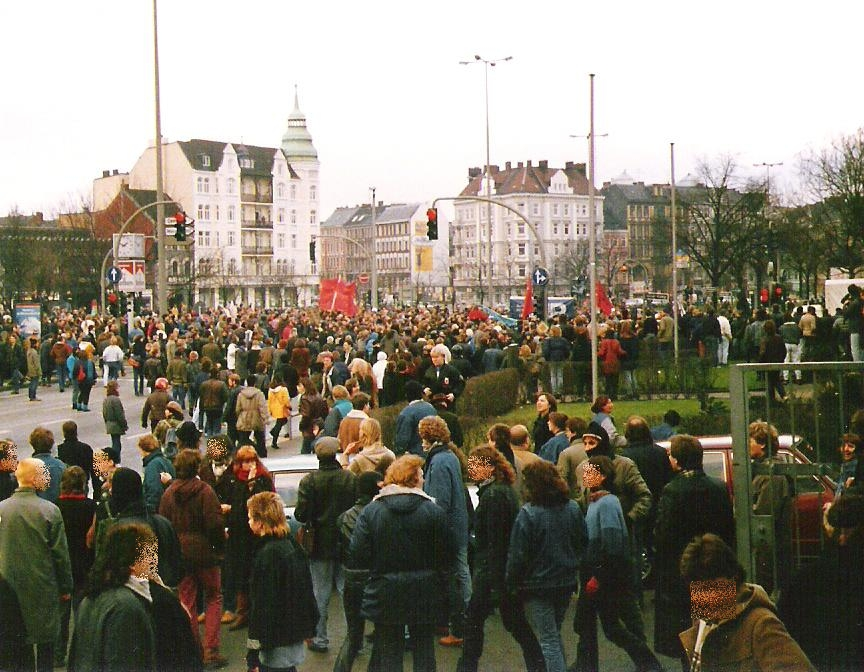
Der alternative Stadtteil war und ist Anfangspunkt vieler Demonstrationen.

Insbesondere ab den 1970er Jahren zogen wegen des verkehrsreichen und vergleichsweise wenig begrünten Gebietes viele Familien fort. Gleichzeitig entdeckten viele Studenten die Sternschanze als Uni-nahes und preisgünstiges Wohngebiet. Auch die zentrale Lage und die gute Verkehrsanbindung spielten insbesondere für junge Leute als Zuziehende eine bedeutende Rolle, so dass sich der Stadtteil unter anderem deshalb weg von der reinen Familienwohngegend hin zum alternativen Viertel entwickelte.
Die Sternschanze hatte, als Ergebnis der in den 1990er Jahren favorisierten Verdrängung von Drogensüchtigen und -händlern weg vom Hauptbahnhof und St. Georg, zu leiden. Diese Personengruppen suchten sich insbesondere den Sternschanzenpark als neuen Betätigungs- und Aufenthaltsort aus und machten ihn zu jener Zeit zu einem der Drogenzentren in Hamburg.
Zur Zeit des Internet-Booms von 1998 bis 2001 siedelten sich viele Firmen der New Economy wie etwa Kabel New Media, Fork, Pixelpark und ID-Media im Stadtteil an. In der darauffolgenden Krise meldeten viele von ihnen Insolvenz an.
Einst ein verarmtes, heruntergekommenes Altbauviertel, das der autonomen antibürgerlichen Protestbewegung eine Basis bot und dessen Abriss teilweise geplant war, ist seither im Stadtteil eine fortwährende Gentrifizierung zu beobachten, die immer wieder Gegenstand der öffentlichen Diskussion ist.
Der Boom machte sich auch durch steigenden Mieten bemerkbar, die sich sozial Schwächere oft nicht mehr leisten können sowie neuen Forderungen nach Law and Order angesichts von Drogenhandel und Kriminalität. So kam es teilweise auch zu sozialen Konflikten zwischen verarmten langjährigen Bewohnern und finanziell bessergestellten Neuankömmlingen. Mit der Roten Flora, einem Autonomen Zentrum für Kultur oder Subkultur, hat hier neben der Hafenstraße das letzte verbliebene Hausbesetzungsprojekt der Stadt überdauert, früher als Rückzugsort für Straftäter kritisiert, aber auch durch Konzerte bekannt. Die Rote Flora ist bekannt für über Hamburg hinausreichende sozial, kulturell und politisch motivierte Aktivitäten der Radikalen Linken. Das allgemeine Lebensgefühl ist links-liberal und von alternativer Mode und Popkultur gekennzeichnet, auch wenn viele der einstmaligen legendären besetzten Häuser (z. B. Laue-Häuser) und improvisierten Orte der Kultur längst verschwunden sind oder kommerzialisiert wurden. Das Viertel ist immer noch bekannt für große Solidarität der Bewohner untereinander, was z. B. in den Konflikten um den Bauwagenplatz Bambule oder um den Hotelbau im ehemaligen Wasserturm des Sternschanzenparks zum Ausdruck kam. Meist gibt es am 30. April, parallel zu Berlin-Kreuzberg, die obligatorische „Tanz-in-den-Mai-Randale“. Die Zeitschrift Spiegel brachte im Jahr 2005 eine Reportage über die Bewohner des Schanzenviertels; sie stellte die Bewohner als Anhänger eines alternativen Konformismus dar, der etwa an der Mode ersichtlich sei (dicke Sonnenbrille, Army-Hose, Nietengürtel).
Gegenüber der Roten Flora liegt die sog. Piazza, eine Gastronomiemeile und ein beliebtes Touristenziel, geplant von der Steg und eingeweiht 2002.
Während des G20-Gipfels in Hamburg 2017 erlangte das Schanzenviertel, insbesondere die Straße Schulterblatt mit dem Haus Schulterblatt 1, Bekanntheit als Zentrum von Krawallen.

## Schanzenfest
Das Schanzenfest ist ein seit 1988 jährlich stattfindendes links-alternatives Straßenfest, das jedes Jahr tausende Besucher anzieht. Dazu gibt es am Schulterblatt und in den umliegenden Straßen einen großen Flohmarkt, verschiedene kulinarische Angebote, Straßenkünstler sowie alternative Musik. Seit 2003 kommt es im Anschluss an das in der Regel friedlich verlaufende Fest zu teilweise massiven Ausschreitungen von gewaltorientierten Autonomen und einem daraus resultierenden Großeinsatz der Polizei.

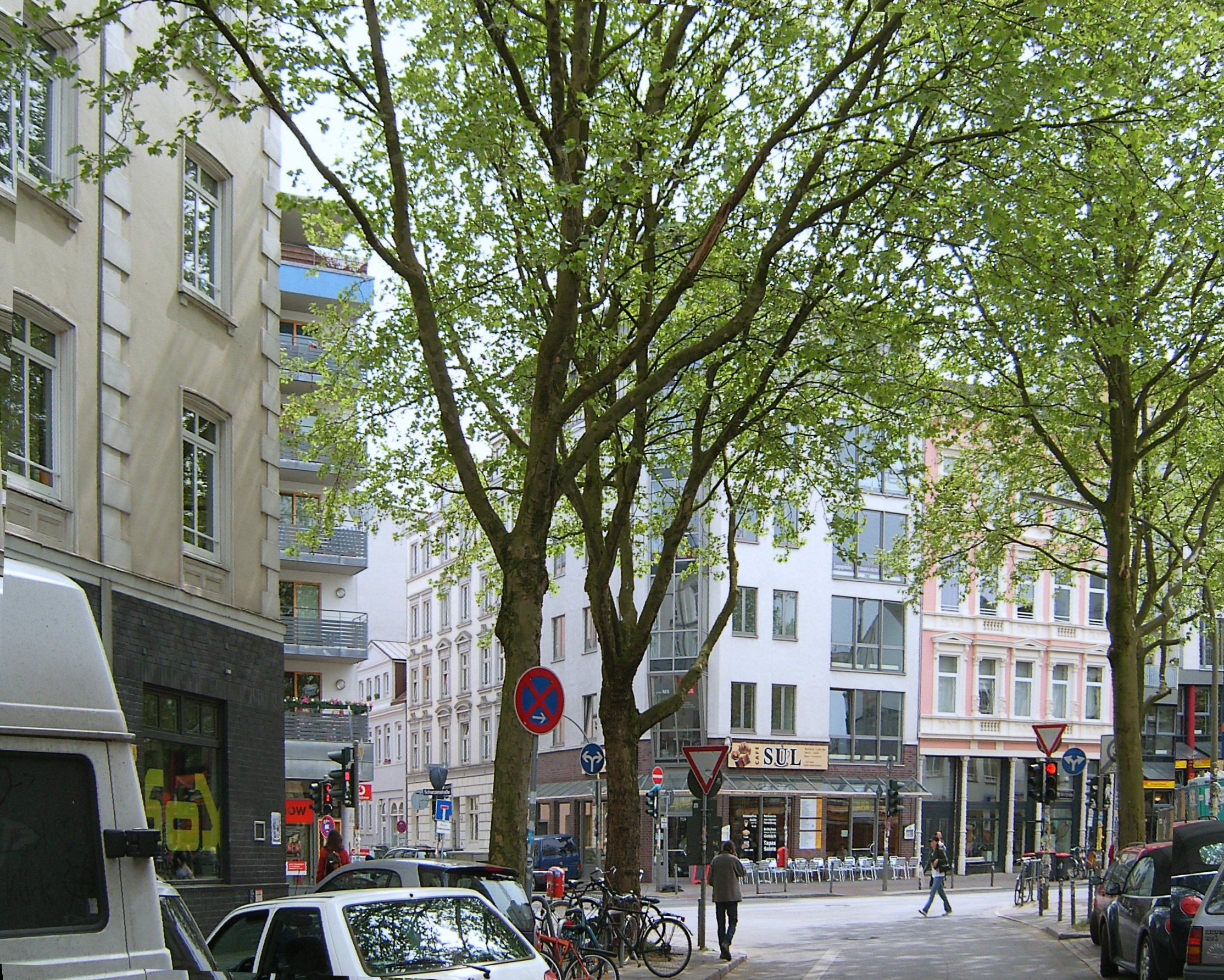
Schanzenstraße
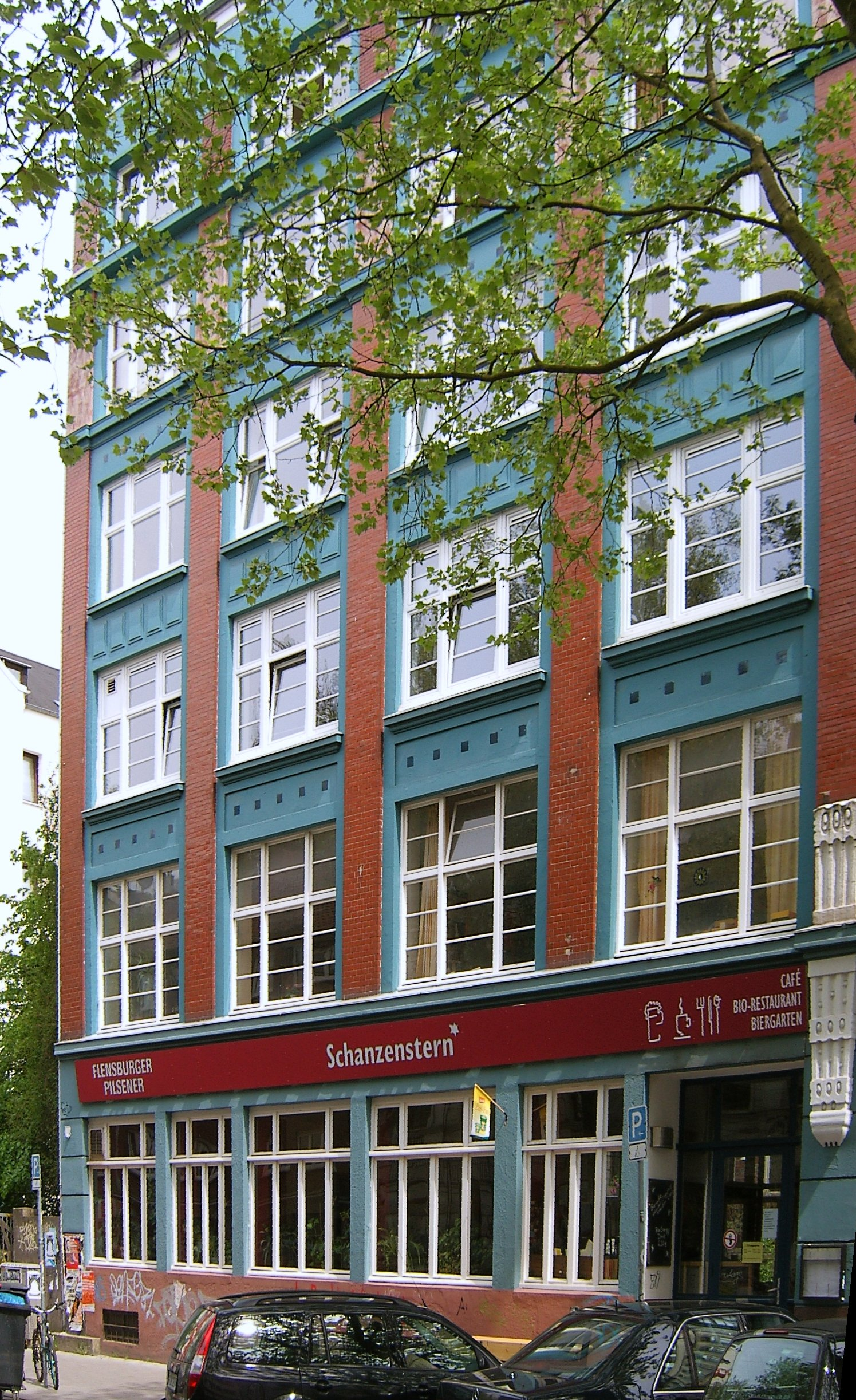
Bartelsstraße
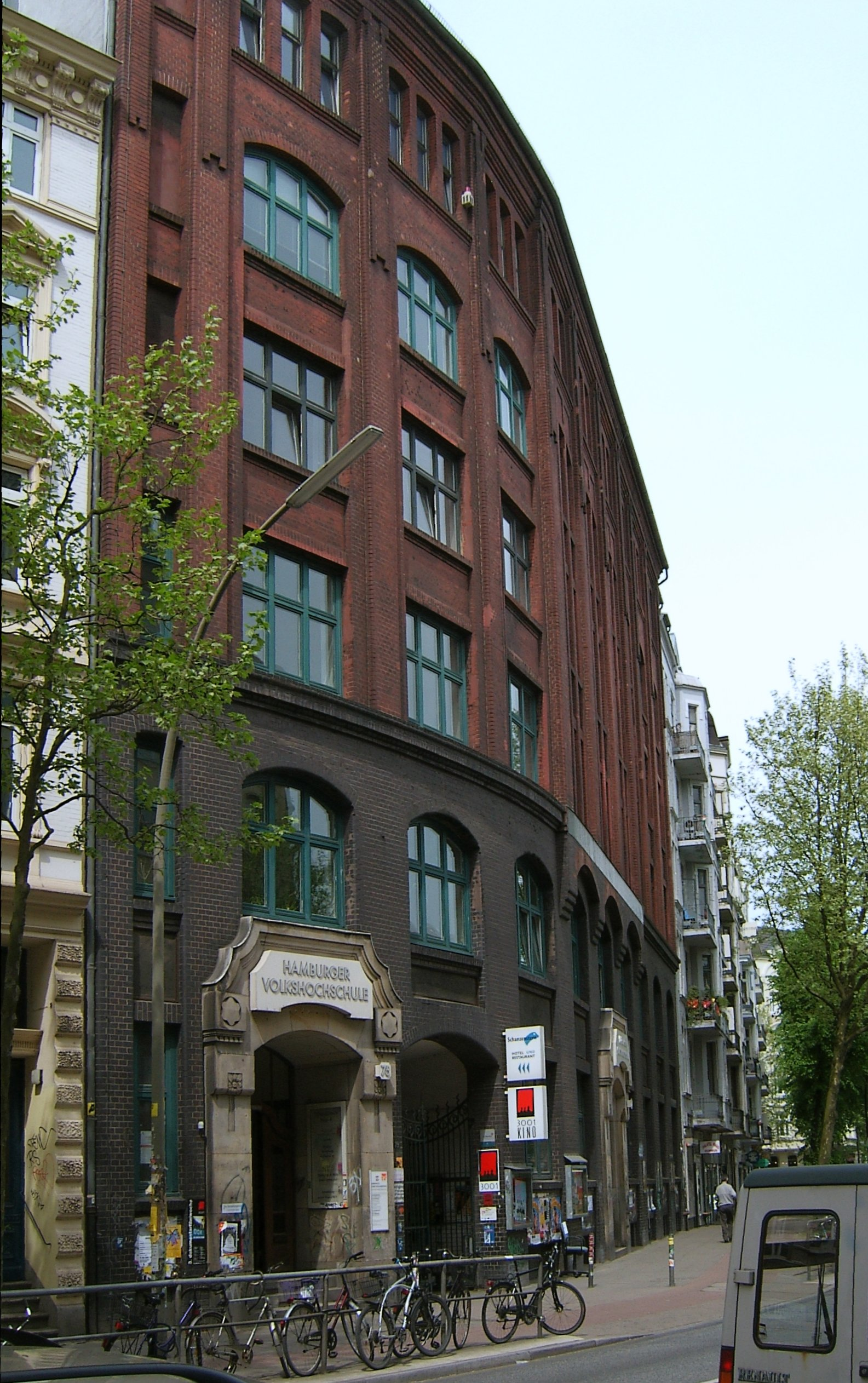
Ehemaliges Verwaltungsgebäude der Firma Montblanc
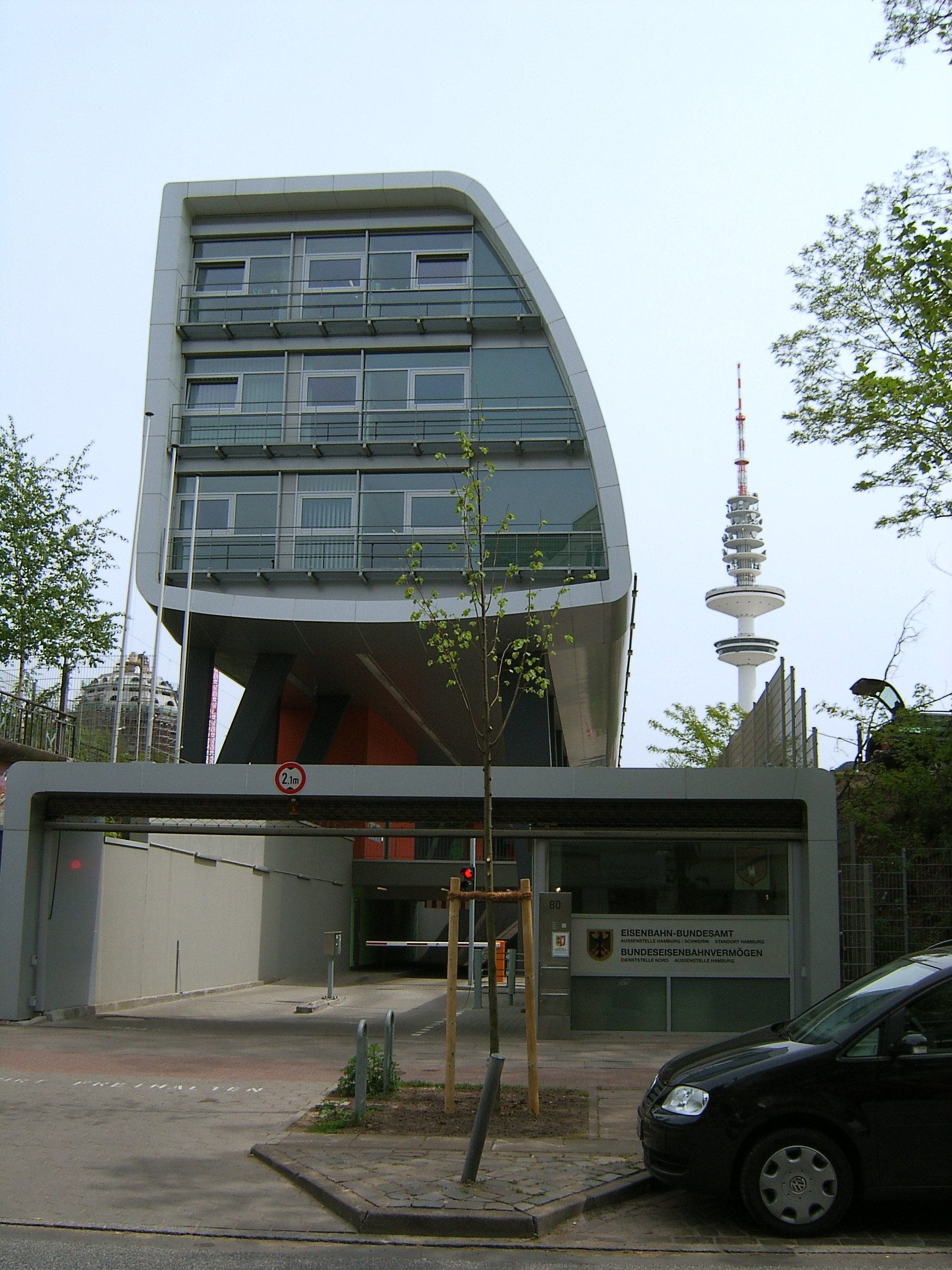
Eisenbahn-Bundesamt
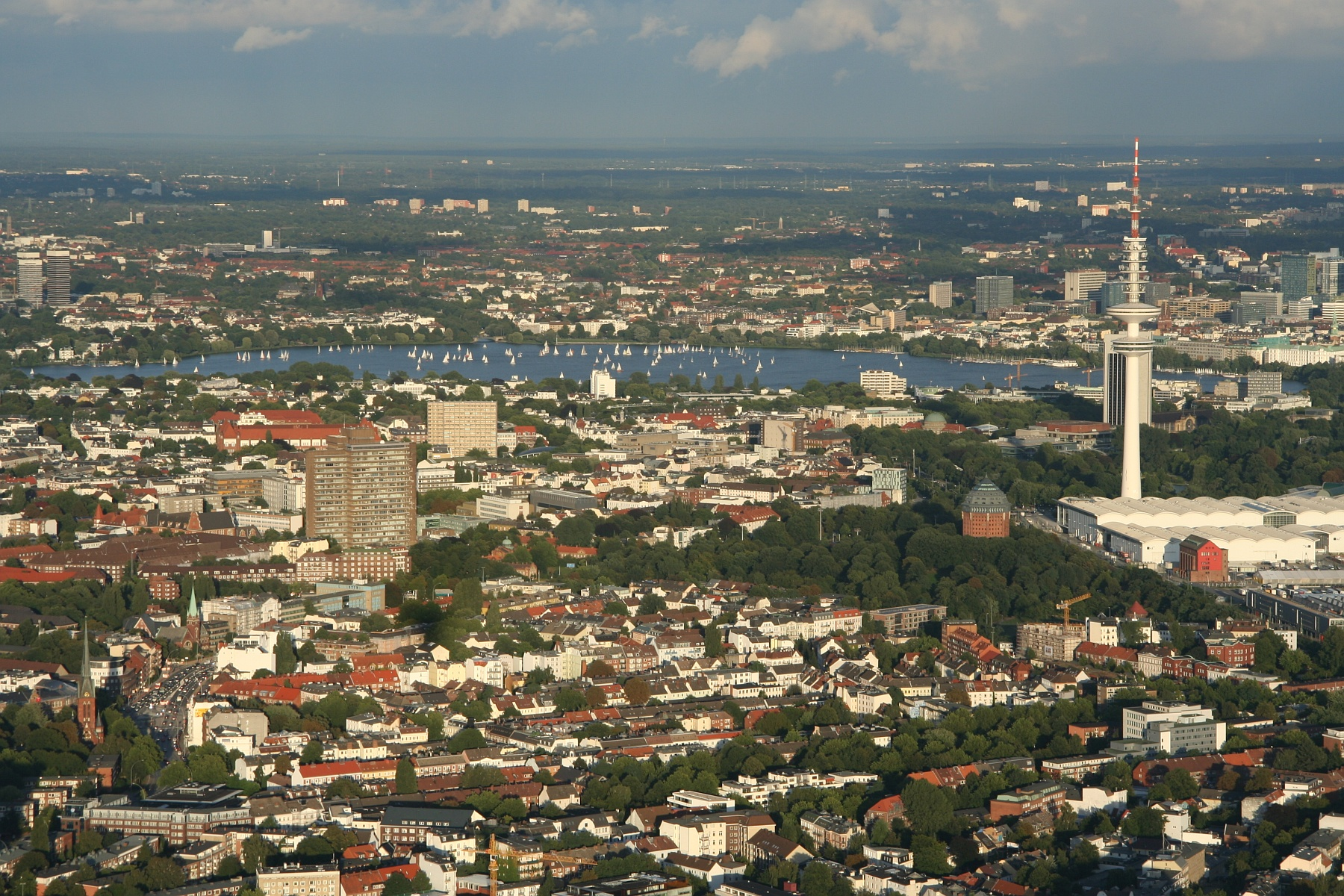
Luftaufnahme
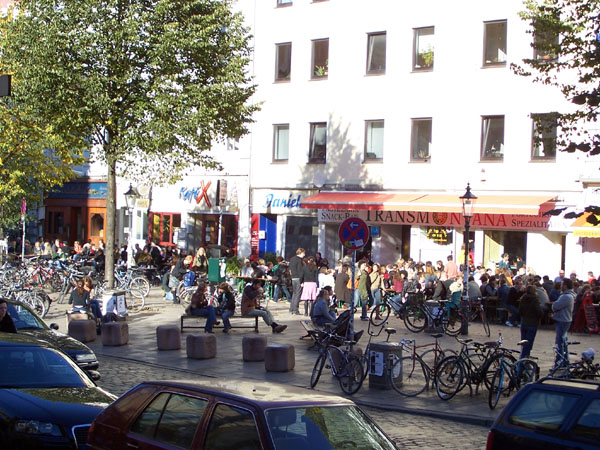
Sogenannte Piazza am Schulterblatt
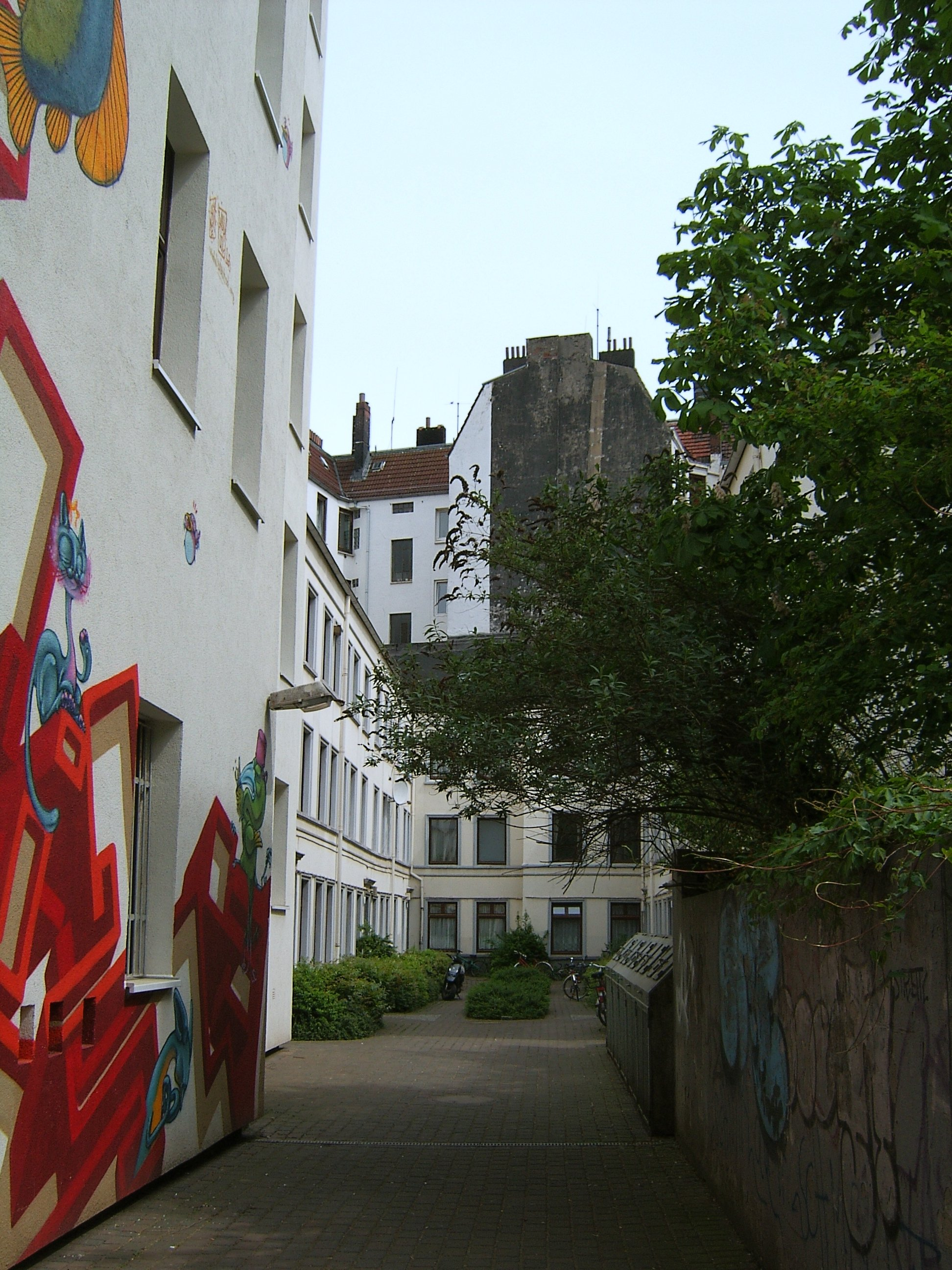
Fassaden
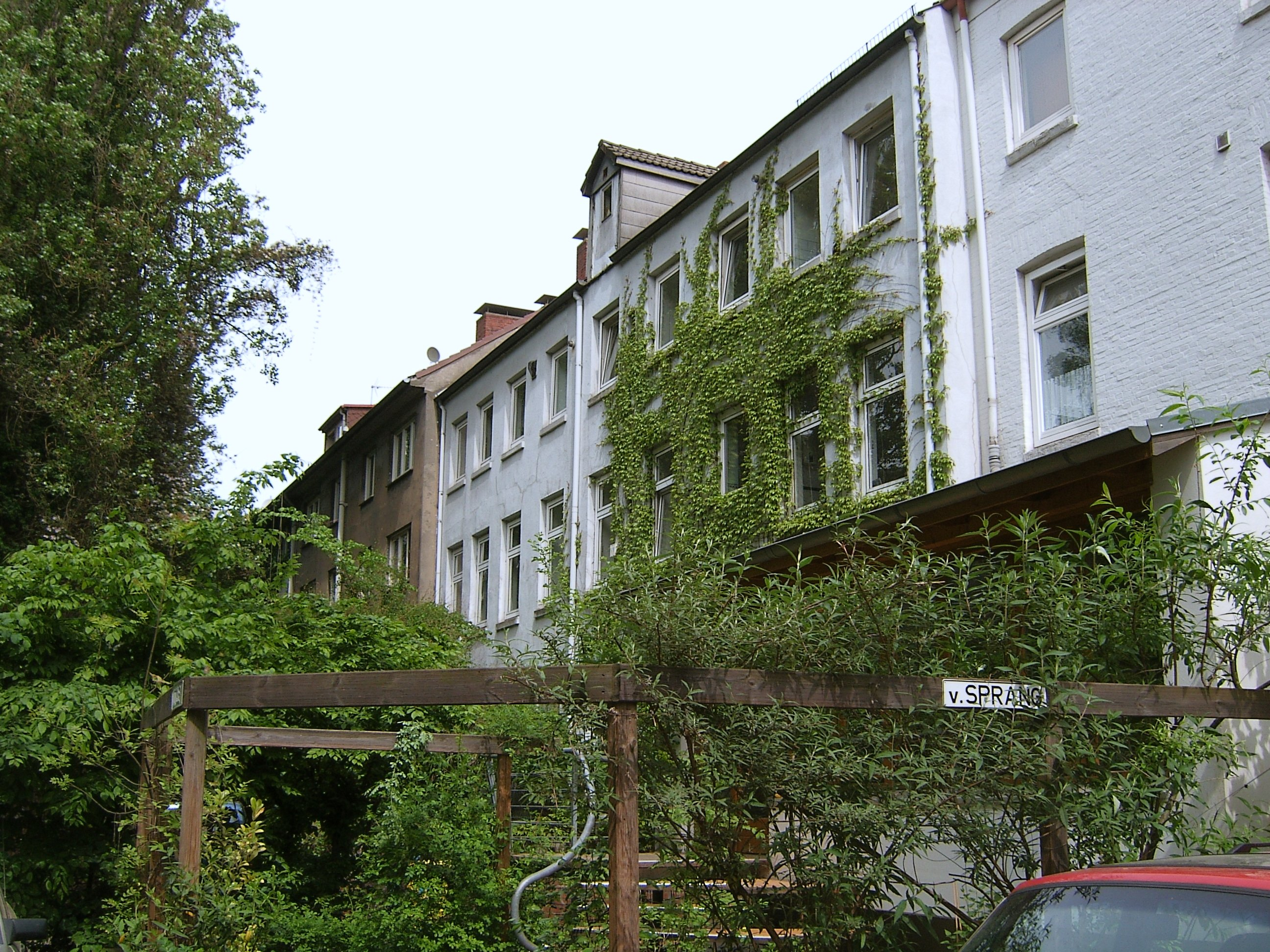
Hinterhof
Gedenktafel in der Schule Schanzenstraße